# Huawei Ascend D Quad
Ascend D Quad – model telefonu komórkowego typu smartfon produkowany od 2012 roku przez firmę Huawei. Jest jednym z pierwszych telefonów wyposażonych w procesor czterordzeniowy.
Model Huawei Ascend D Quad wyposażony jest w autorski procesor K3V2. Posiada on cztery rdzenie taktowane 1.5 GHz. Resztą specyfikacji smartfon przypomina inny model Huawei – Ascend D1. Różni się od niego także pojemnością baterii (o 130 mAh).

## Ascend D quad XL
Model quad XL posiada pojemniejszą baterię – 2500 mAh. Dzięki temu telefon ma wytrzymać bez ładowania do trzech, czterech dni. Większa bateria wymusiła zmianę grubości telefonu, która zwiększyła się o 2 mm (do 10,9 mm).